# Vlasta Fialová (archeoložka)
Vlasta Fialová (5. června 1896, Holešov – 6. února 1972, Brno) byla česká archeoložka a historička.

## Vzdělání
V letech 1917-1921 studovala na Filosofické fakultě Univerzity Karlovy historii a zeměpis.  Doktorát získala v roce 1935 na Masarykově univerzitě za práci "Kritický rozbor kroniky Holešovské".

## Zaměstnání a odborná činnost
Do roku 1949 působila jako profesorka na středních školách v Bystřici pod Hostýnem, Olomouci, Bučovicích a Brně. Její další profesní činnost byla poté spjata s Moravským Muzeem. Zpočátku působila v etnografickém oddělení, od roku 1952 jako vedoucí nově vzniklého historického oddělení.
Svou odbornou činnost věnovala zpočátku na problematiku husitských válek, později se orientovala na období raného novověku. Svou pozornost zacílila na působení Jednoty bratrské na Moravě. Nejprve provedla v roce 1953 zjišťovací výzkum v místě bývalé bratrské modlitebny v Ivančicích. Cílenou sondáží se jí podařilo zachytit průběh lodi modlitebny natolik přesně, že dokázala rekonstruovat její půdorys včetně presbytáře, jehož existenci předpokládala, přesto, že byl v té době skryt pod zástavbou.
Krátce na to, v roce 1954, přebírala jako zástupce Moravského muzea sbírky Kralického muzejního spolku. To zřejmě obrátilo její pozornost od Ivančic, místa kde působila bratrská tiskárna, založená Janem Blahoslavem, do Kralic nad Oslavou, kam se tiskárna v době ohrožení přesunula.
V roce 1956 započala průzkum lokality. Velkorysost výzkumu (prezident republiky Dr. Edvard Beneš věnoval na jeho účely sumu jednoho miliónu korun) a badatelské úsilí V. Fialové přineslo výjimečné výsledky. Nálezy několika tisíc literek, typografických pomůcek, knižních kování a dalších artefaktů potvrdil místo působení i význam Ivančicko-kralické tiskárny.
Nezanedbatelný je i její podíl na vzniku monumentálního Památníku Bible kralické v letech 1967-1969, postaveného podle architektonického návrhu Bohuslava Fuchse.
Zemřela 6. února 1972 v Brně. Pohřbena byla na hřbitově v Bystřici pod Hostýnem.

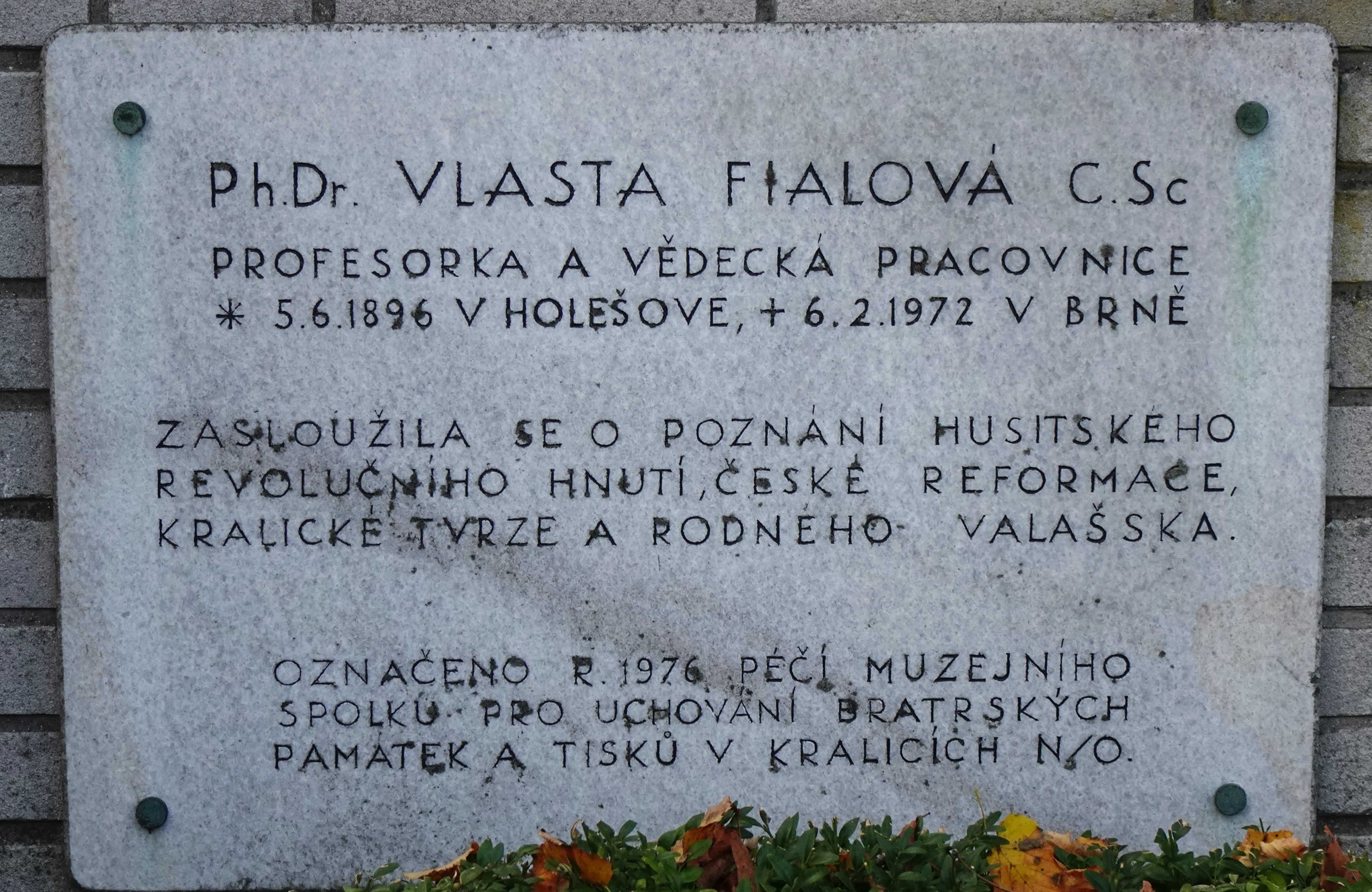
Hrob Vlasty Fialové v Bystřici pod Hostýnem

## Odborná činnost
Dr. Fialová pravidelně přispívala do periodika, pevně spjatého se svými výzkumy, do časopisu Z kralické tvrze, dále Vlastivědného věstníku moravského, Pravěku, Acta musei Moraviae. Redigovala časopis Nové Valašsko, Vlastivědu Moravskou, byla čestnou členkou Muzejního spolku pro uchování bratrských památek a tisků v Kralicích nad Oslavou, Numismatické společnosti československé a členkou Guttenbergovy společnosti v Německu.